# Andrzej Szczepkowski

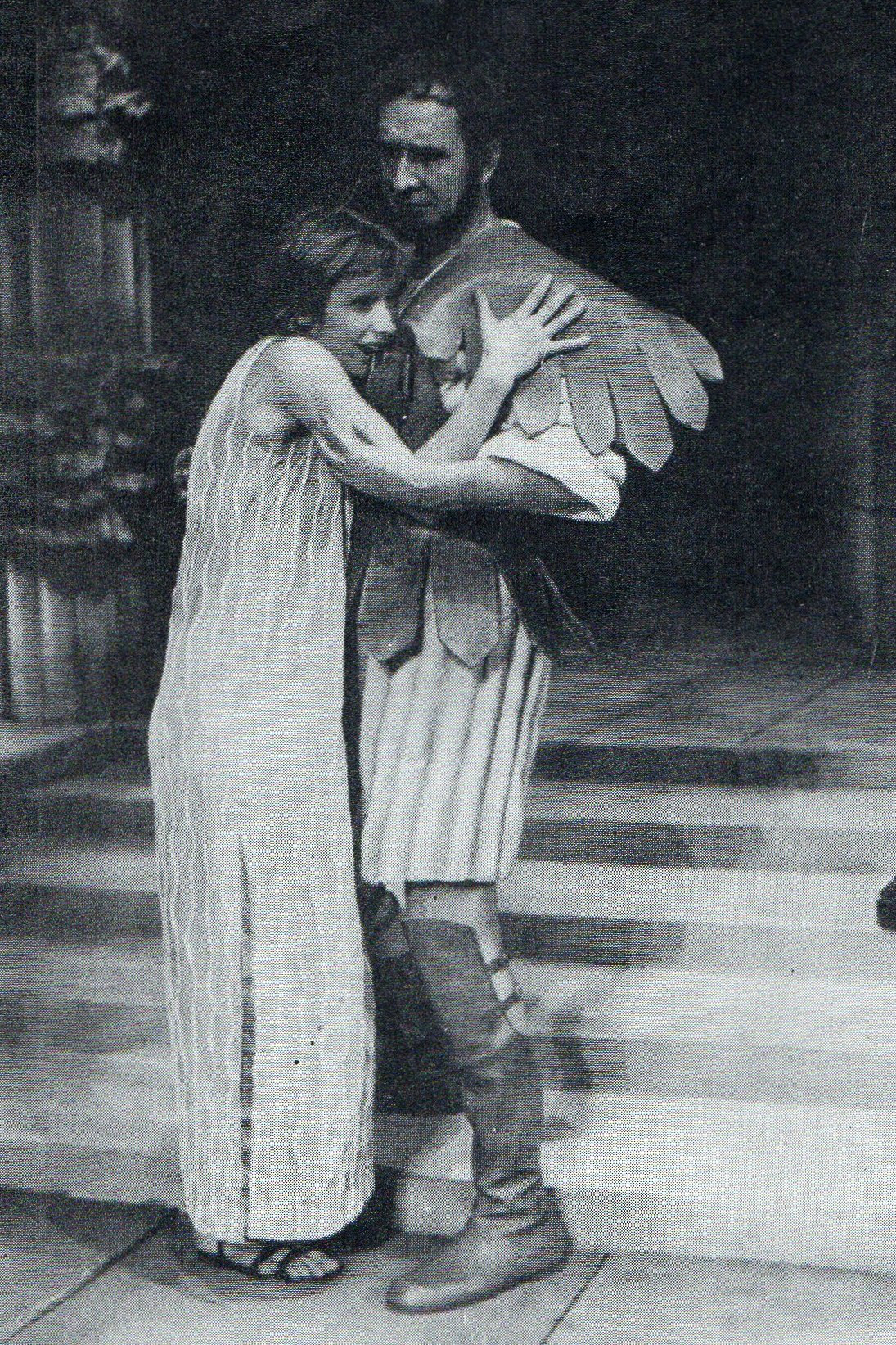
Jadwiga Jankowska-Cieślak și Andrzej Szczepkowski în 1973

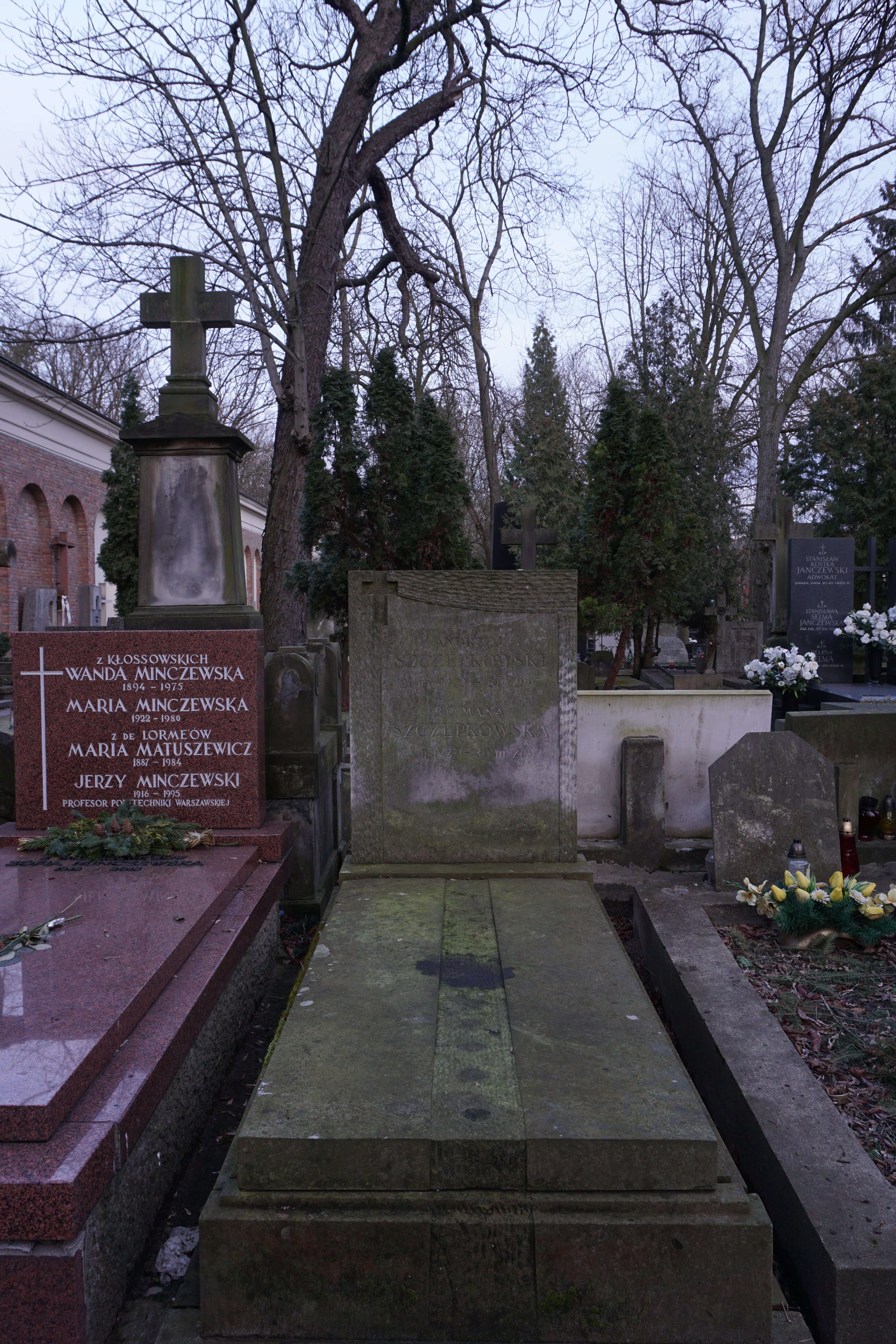
Mormântul lui Andrzej Szczepkowski în Cimitirul Powązki

Andrzej Tadeusz Szczepkowski (n. 26 aprilie 1923, Sucha Beskidzka, voievodatul Polonia Mică, Polonia – d. 31 ianuarie 1997, Varșovia, Polonia) a fost un actor polonez de teatru și film, profesor de actorie, președinte al Asociației Artiștilor de Teatru Polonezi (1981-1982) și senator în prima legislatură postcomunistă a Republicii Poloneze (1989-1991).

## Biografie
S-a născut pe 26 aprilie 1923 în orașul Sucha Beskidzka din Munții Beschizi, ca fiu al lui Michał Szczepkowski și al Helenei (n. Recht), provenită dintr-o familie germană. A absolvit în 1938 cursurile gimnaziale ale Liceul Umanist V din Cracovia, continuându-și studiile în același an, după transferul tatălui său în interes de serviciu, la Liceul Neoclasic IV „Jan Długosz” din Liov, pe care l-a absolvit în 1940, când orașul se afla deja sub ocupație sovietică. A locuit la Liov până în 1944, iar în timpul ocupației germane a lucrat ca angajat pentru activitatea de reproducere a păduchilor la Institutul de cercetare a tifosului și virusurilor din Liov, condus de profesorul Rudolf Weigl. Institutul a fost evacuat la Cracovia la începutul anului 1944, iar Szczepkowski s-a alăturat teatrului subteran condus de Adam Mularczyk și apoi trupei teatrale conduse de Wiktor Sadecki.
În 1945 s-a înscris la cursurile de teatru de la Teatrul Vechi din Cracovia și a participat la Atelierul de film pentru tineri, condus de Antoni Bohdziewicz (așa-numitul „Prafilmówka Krakowska”). A debutat ca actor la 26 octombrie 1945 în rolul locotenentului Otto Hilmer din piesa Burmistrz Stylmondu, pusă în scenă de regizorul Emil Chaberski la Teatrul Universal „Armata Poloneză” din Cracovia. A jucat la Teatrul Vechi din Cracovia (1945), la Teatrul Universal „Armata Poloneză” din Cracovia (1945-1946) și la Teatrul de Cameră ambulant TUR din Cracovia (1946-1947). În anul 1947 a absolvit cursurile de actorie de la Teatrul Vechi din Cracovia, iar în următorii ani a lucrat la Teatrul Polonez din Poznań (1947-1948) și la Teatrul Śląski-Dąbrowskie „Stanisław Wyspiański” din Katowice (1948-1949).
În 1949 s-a stabilit la Varșovia, evoluând pe rând ca actor la Teatrul Național (1949-1957), Teatrul Komedia (1957-1961), Teatrul Polonez (1961-1962), Teatrul Național (1962-1966), Teatrul Dramatic (1966-1968), Teatrul Național (1968-1971), Teatrul Dramatic (1971-1981) și Teatrul Polonez (1981-1988). A îndeplinit, în plus, funcția de director artistic al Teatrului Dramatic în perioada 1966-1968. A debutat ca regizor în 1960 cu spectacolul Pasztet jakich mało la Teatrul Komedia din Varșovia. A interpretat, de asemenea, roluri în numeroase spectacole reprezentate în cadrul Teatrului de Televiziune (din 1958), precum și în spectacolele puse în scenă la cabaretele din Varșovia („Stańczyk”, „Szpak” și „Pod Egidą”). S-a pensionat în anul 1988, dar a continuat să apară în spectacole puse în scenă la Teatrul Polonez și la Teatrul Ateneum.
În afara activității actoricești și regizorale Andrzej Szczepkowski a fost lector la Școala Națională Superioară de Teatru „Aleksander Zelwerowicz” din Varșovia, pregătind mai multe promoții de actori în perioada 1975-1991. A îndeplinit, de asemenea, funcția de prodecan al Facultății de Actorie în anii 1978-1981.
Andrzej Szczepkowski s-a implicat în apărarea drepturilor artiștilor de teatru polonezi, fiind membru (din 1945), vicepreședinte (1975-1980) și președinte (1981-1982) al Asociației Artiștilor de Teatru Polonezi, precum și membru și apoi președinte (1964-1968) al consiliului de conducere al Sindicatului Lucrătorilor din domeniul culturii și artei. În timpul evenimentelor din august 1980, el s-a alăturat apelului a 64 de oameni de știință, scriitori și jurnaliști polonezi pentru ca autoritățile comuniste să intre în dialog cu muncitorii aflați în grevă. A fost unul dintre inițiatorii boicotului actorilor în perioada legii marțiale și a jucat în spectacole găzduite în biserici. Asociația Artiștilor de Teatru Polonezi, condusă de el, a fost dizolvată de autorități, dar Szczepkowski a continuat să fie considerat de majoritatea confraților săi ca președinte al breslei actorilor. În această calitate, a luat cuvântul, alături de Lech Wałęsa, cu ocazia funeraliilor preotului Jerzy Popiełuszko, care fusese ucis de autorități. A fost membru al Comitetului Independent al Culturii și al Comitetului Civic condus de Wałęsa, ca reprezentant al voievodatului Chełm .
După căderea regimului comunist, Andrzej Szczepkowski a fost ales senator în Parlamentul Republicii Poloneze. A fost autorul unui volum de epitafe în versuri pentru cei vii (intitulat Słóweczka), dintre care cel mai cunoscut se referă la criticul de teatru și film Jan Alfred Szczepański („Tu leży Jaszcz. Przechodniu – naszcz!”/„Aici zace Jaszcz. Urinează, trecătorule!”)
A fost distins cu Crucea de Merit de aur (1954) și cu Medalia „A 10-a aniversare a Poloniei Populare” (1955).
A murit la 31 ianuarie 1997 la Varșovia, la vârsta de 73 de ani, și a fost înmormântat în Cimitirul Powązki din Varșovia (parcela 172–2–5).

## Viața particulară
S-a căsătorit cu Roma Parandowska, fiica scriitorului Jan Parandowski (1895-1978). A fost tatăl actriței Joanna Szczepkowska (n. 1953) și bunicul actrițelor Maria Konarowska (n. 1980) și Hanna Konarowska (n. 1983).

## Filmografie

### Actor
- 1951: Zwycięska droga (voce din off)
- 1957: Deszczowy lipiec - Wacek
- 1957: Pălăria lui Anatol - membru al bandei
- 1958: Żołnierz królowej Madagaskaru - mecena Władysław Mącki
- 1958: Pan Anatol szuka miliona - șeful bandei
- 1961: Drugi człowiek - Marian Wolski
- 1961: Historia żółtej ciżemki - banditul „Czarny Rafał”
- 1962: Wielka, większa i największa - tatăl Ikăi
- 1962: Cei doi care au furat Luna - naratorul
- 1963: Mansarda - Stanisław Witkiewicz
- 1963: Zacne grzechy - priorul Ignacy
- 1963: I ty zostaniesz Indianinem - Edmund „Szyjka”, membru al bandei
- 1964: Panienka z okienka - Jan Heweliusz
- 1965: Pinguinul (Pingwin), regia Jerzy Stefan Stawinski
- 1965: Urodzeni w roku 1944 (voce din off)
- 1965: Wojna domowa - Henryk Kamiński
- 1966: Cerul și iadul - Franciszek
- 1969: Pan Wołodyjowski - episcopul Lanckoroński
- 1971: Niebieskie jak Morze Czarne - directorul Puc
- 1973: Nunta - Nos
- 1975: Noce i dnie - notarul Wacław Holszański
- 1976: Goryle (voce din off)
- 1976: Zielone, minione...
- 1977: Cazul Gorgonova - Woźniakowski
- 1977: Pasja - Wodzicki
- 1977: Noce i dnie - notarul Wacław Holszański (invitat)
- 1978: Dorota - funcționar ministerial
- 1978: Sto koni do stu brzegów - colonelul Romaszewski
- 1979: Sekret Enigmy - Gustave Bertrand
- 1979: Tajemnica Enigmy - colonelul Bertrand
- 1980: Królowa Bona - episcopul Maciej Drzewicki
- 1985: Jezioro Bodeńskie - Thomson
- 1986: Cudowne dziecko
- 1987: Rajski ptak - profesorul
- 1988: Niezwykła podróż Baltazara Kobera - cardinalul Nenni
- 1988: Dotknięci - preotul Karol
- 1988: Król komputerów
- 1988: Królewskie sny - Wołczko
- 1988: Obywatel Piszczyk - Tubalny
- 1988: Spadek - notarul
- 1991: Życie za życie. Maksymilian Kolbe - Górecki
- 1991: Maria Curie (Marie Curie, une femme honorable) - tatăl lui Pierre Curie
- 1993: Święta miłości kochanej ojczyzny - el însuși
- 1993: Powrót Arsène’a Lupin - contele Kotowski
- 1994: Aktorski protest - el însuși
- 1994: Spółka rodzinna - Kajetan Sławski
- 1995: Awantura o Basię - actorul Antoni Walicki
- 1995: Próby domowe
- 1995: Opus Dei – dzieło Boga (voce din off)
- 1995: Uczeń diabła - generalul Burgoyne
- 1996: Był taki prezydent (voce din off)

### Voce
- 1985: Kubuś Puchatek (Winnie de Pluș, basm muzical înregistrat pe casetă de Polskie Nagrania; CK 415, narator)
- 1986: Chatka Puchatka (basm muzical înregistrat pe casetă de Polskie Nagrania; CK 416, narator)
- 1989: Dzieci Arbatu (Copiii Arbatului, carte vorbită publicată de Departamentul Editorial și de Înregistrări al Asociației Poloneze a Nevăzătorilor)

## Distincții

### Decorații
- Crucea de Merit de aur (1954)[2][3][8]
- Crucea de comandor a Ordinului Polonia Restituta (1966)[2][3]
- Medalia „A 10-a aniversare a Poloniei Populare” (1955)[2][3][9]
- Medalia „A 30-a aniversare a Poloniei Populare” (1974)[2][3]
- Insigna „A 1000-a aniversare a statului polonez” (1967)[2][3]

### Premii
- Premiul Comitetului de Radio și Televiziune pentru întreaga activitate teatrală la radio și televiziune (1966)[2][5]
- Premiu pentru rolul directorului Filarmonicii în spectacolul Rzeźnia după Sławomir Mrożek, pus în scenă la Teatrul Dramatic din Varșovia, la ediția a XVI-a Festivalului Artelor Contemporane Poloneze de la Wrocław (1975)[2][5]
- Premiu pentru rolul lui Pilat în piesa Grze o Narodzeniu i Męce Pańskiej la ediția a IX-a a Festivalului Teatral de la Opole (1983)[2][5]